# Melisso de Creta
Melisso de Creta ou Melisseu está ligado à infância de Zeus, pois sua filha (ou filhas) cuidaram do deus quando criança.
Segundo Museu, citado por Higino, quando Zeus foi poupado por Reia à voracidade de Cronos, ele foi cuidado por Têmis e a ninfa Amalteia, filha de Melisso, que, não tendo leite, alimentou Zeus com o leite da sua cabra. Como prêmio por isso, os dois filhos gêmeos de Amalteia foram colocados no céu, na constelação Capra, que hoje são as estrelas em volta de Capella [carece de fontes?].
Em outra versão da lenda, Reia entregou Zeus aos curetes e às ninfas Adrasteia e Ida, filhas de Melisso. Amalteia é a cabra cujo leite nutriu Zeus em sua infância.